# Станков, Александар
Александар Борисов Станков (болг. Александър Борисов Станков; 3 сентября, 1964, София) — болгарский футбольный тренер.

## Биография
В качестве футболиста выступал в низших болгарских лигах. На серьезном уровне самостоятельную тренерскую карьеру начал на Кипре в клубе «Алки» из Ларнаки. Затем он несколько лет входил в штаб софийского ЦСКА. За это время Станков сам несколько раз возглавлял основу. В февраля 2005 года болгарский специалист был назначен на должность наставника дублирующего состава самарских «Крыльев Советов». Осенью волжане не стали продлевать контракт со Станковым, получившему несколько предложений о трудоустройстве. Из всех вариантов он выбрал работу с молодежной сборной Болгарии.
Позднее Александар Станков руководил несколькими китайскими коллективами, последним из которых в 2017 году стал «Мэйчжоу Хакка».

## Достижения
- Победитель второй лиги Китая (1): 2010[6].